# Lord's Cove
Lord's Cove est une petite communauté située dans le sud de la péninsule de Burin de l'île de Terre-Neuve dans la province de Terre-Neuve-et-Labrador.
Le 18 novembre 1929, un tsunami, provoqué par un tremblement de terre au large des Grands Bancs, a tué Sarah Rennie et ses trois enfants, Bernard, Rita et Patrick, et détruit les biens de pêche et les provisions de la plupart des pêcheurs de Lord Cove.
Sandy Cove Beach est située à Lord's Cove.

## Annexe